# Scottish Open 1948
Die Scottish Open 1948 waren die 29. Austragung dieser internationalen Meisterschaften von Schottland im Badminton. Sie fanden Anfang des Jahres in Edinburgh statt.

## Finalresultate
| Disziplin    | Sieger                   | Finalist                      | Ergebnis     |
| ------------ | ------------------------ | ----------------------------- | ------------ |
| Herreneinzel | Noel B. Radford          | R. S. Hodge                   | 15–1, 15–5   |
| Dameneinzel  | Queenie Allen            | Betty Uber                    | w/o          |
| Herrendoppel | T. L. Henry Frank Peard  | Thomas Boyle James Rankin     | 15–10, 15–9  |
| Damendoppel  | Queenie Allen Betty Uber | Nora Conway Barbara Good      | 15–3, 15–10  |
| Mixed        | James Rankin Betty Uber  | Harold Marsland Queenie Allen | 15–12, 15–13 |